# Denominación sistemática de elementos
La Unión Internacional de Química Pura y Aplicada (IUPAC) utiliza un sistema de denominación sistemático para los nuevos elementos químicos. Este sistema se utiliza de forma temporal hasta que se llega a un acuerdo sobre un nombre permanente. En el caso de los elementos 104 y superiores, ha sido un proceso protratado y altamente político (véase controversia sobre la denominación de los elementos).
Esta es la forma en la que funciona
| Número | Nombre | Abreviación |
| ------ | ------ | ----------- |
| 0      | nilio  | nil         |
| 1      | unio   | un          |
| 2      | bio    | bi          |
| 3      | trio   | tri         |
| 4      | quadio | quad        |
| 5      | pentio | pent        |
| 6      | hexio  | hex         |
| 7      | septio | sept        |
| 8      | octio  | oct         |
| 9      | ennio  | enn         |

En inglés se pone un "ium" añadido al final. Se pondrá "um" en lugar de "ium" si hay dos íes próximas la una a la otra, por ejemplo, el nombre provisional del elemento n.º 112 (copernicio) era ununbi + ium = ununbium, no *ununbiium.
En español, los sufijos son "io" y "o". Además, se escribe "m" en vez de "n" antes de "b" y "p". Por ejemplo, el elemento n.º 115 (moscovio) era el unumpentio.
Ejemplos: 
- Elemento 119 1(un) + 1(un) + 9(enn) + io = Ununennio. (Uue)
- Elemento 123 1(un) + 2(bi) + 3(tri) + io = Unbitrio (Ubt)
- Elemento 208 2(bi) + 0(nil) + 8(oct) + io = Biniloctio. (Bno)
- Elemento 457 4(quad) + 5(pent) + 7(sept) + io = Quadpentseptio. (Qps)
- Elemento 986 9(enn) + 8(oct) + 6(hex) + io = Ennocthexio. (Eoh)

Estos elementos son muy inestables y algunas veces solo llegan a vivir milésimas de segundos, pero algunos como el Tc (Tecnecio), el cual es un elemento sintético, llegan a vivir miles de millones de años.